# Голімбієвський Микола Сергійович
Микола Сергійович Голімбієвський (нар. 1918, Київ — пом. ?) — радянський футболіст, воротар.

## Біографія
Народився в Києві, грав у дублюючій команді «Динамо» (Київ), разом з якою був чвертьфіналістом кубка УРСР 1938 року.
З початком радянсько-німецької війни був мобілізований у винищувальний батальйон, брав участь в обороні Києва, потрапив в оточення і повернувся у Київ.
В 1941–1943 роках працював в поліції слідчим. Відомий у минулому футболіст «Желдора» (згодом «Локомотива») Георгій Швецов, який лояльно ставився до нової влади, створив спортивне товариство «Рух» для спортсменів, що підтримують німецький «орднунг». Сам він став граючим тренером футбольної команди цього товариства, а кілька екс-динамівців — Михайло Свиридовський, Микола Голембіовський, Лев Гундарєв та один з майбутніх героїв «матчу смерті» Макар Гончаренко — виступили за «Рух» в ряді матчів.
Після звільнення Києва в 1944–1945 роках служив у Червоній армії. Після війни Голімбієвський сховався. Органи його вистежити не змогли. Допоміг їм старий футболіст «Динамо» Василь Правовєров, який знав про діяльність Миколи Голімбієвського в окупованому Києві. Правоверов працював провідником швидких поїздів, що курсували між Києвом та Москвою. Одного разу, перебуваючи в Москві, він побачив з вікна тролейбуса людину, здалася йому знайомою. Василь вискочив на ходу і наздогнав втікача. В ньому Правовєров впізнав Голімбієвського. Виявилося, що Микола влаштувався в Горькому, завів сім'ю. Також у 1945–1948 роках грав у футбольній команді «Торпедо» в Горькому. 
Заарештований 2 квітня 1948 року. Коли в двір увійшли чекісти, він як раз грав в м'яч з маленьким сином. Постановою Особливої ради при міністрі державної безпеки 11 вересня 1948 року засуджений на 25 років ВТТ. 
Звільнений у 1955 році працював в Горькому начальником хокейної команди «Торпедо», потім переїхав у Москву..
Дата і місце смерті невідомі.